# Daryl Hannah
Daryl Hannah   (Chicago, 3 de desembre de 1960) és una actriu estatunidenca. Va fer el seu debut a la pantalla el 1978. El 1984, va saltar a la fama amb la seva interpretació de Madison (una sirena) a la comèdia Splash. Ha estat estrella en nombroses produccions de Hollywood durant els anys 80. L'any 2003, va destacar en el seu paper de l'assassina Elle Driver a Kill Bill, després d'estar apartada de rols principals durant diversos anys.

## Biografia

### Joventut
Hannah va néixer a Chicago, Illinois. Els seus pares es van divorciar poc després del seu naixement. Hannah és vegetariana des dels 11 anys. Té dos germans, Don i Page Hannah, actualment actors; i una mitja germana, Tanya Wexler, directora de cinema. En un accident ocorregut en la seva infantesa, Hannah va perdre part del seu dit índex esquerre.
Era molt tímida i va ser diagnosticada amb un desordre proper a l'autisme. Hannah va anar a l'escola Francis W. Parker (on va jugar al futbol en l'equip masculí) i a la Universitat del Sud de Califòrnia, on va estudiar teatre.

### Carrera
Hannah va debutar en el cinema el 1978 amb una breu aparició en Fúria, un film de terror de Brian De Palma. Van seguir una sèrie d'aparicions a principis dels 1980, la més destacada de les quals va ser el seu paper de Pris, una "replicant" en la clàssica pel·lícula de ciència-ficció Blade Runner de Ridley Scott
Però, el seu salt a la fama va ser el 1984 amb la seva interpretació d'una sirena en la pel·lícula de Ron Howard Splash, que va ser un gran èxit de taquilla, i va col·locar Hannah en la categoria d'estrella de cinema.
Altres papers d'Hannah en els anys 1980 van abastar des de reeixits papers principals en Magnòlies d'acer i Wall Street, fins a desil·lusions, incloent-hi la versió fílmica de The Clan of the Cave Bear, que va rebre males crítiques i va ser un fracàs de taquilla. Hannah també va interpretar el paper principal en la pel·lícula de Fred Schepisi de 1987 Roxanne, una recreació moderna de Cyrano de Bergerac, el drama d'Edmond Rostand. La seva actuació va ser descrita com a "dolça" i "gentil" pel crític Roger Ebert.
En la dècada dels 90, els papers d'Hannah van incloure el rol principal d'una geganta, en la pel·lícula per a televisió Attack of the 50 Foot Woman (1993), que també va coproduir. També va aparèixer com la filla del personatge de Jack Lemmon en les pel·lícules Grumpy Old Men. En aquesta dècada, la seva carrera va sofrir un evident declivi, allunyant-la de les actrius de primer ordre, i destacant únicament els seus treballs a les ordres de Robert Altman: Conflicte d'interessos, Hector Babenco: Jugant en els camps del Senyor, o Fernando Trueba: Two Much. Per una altra part, aquest declivi va coincidir amb un major acostament al cinema independent amb pel·lícules com Una rossa autèntica. El 1995, Hannah va ser inclosa amb el nombre 96 en la llista d'Empire magazine de les "100 Estrelles més sexys en la història del cinema". Aquest mateix any, Hannah va anticipar (per una dècada) el seu paper en Kill Bill quan va interpretar una homicida sociòpata, Leann Netherwood, en el film The Tie That Binds.
Dels papers més recents d'Hannah, el més conegut és el de l'assassina bòrnia Elle Driver en Kill Bill Volume 1 i Kill Bill Volume 2, dirigides per Quentin Tarantino. La seva actuació en aquests films, així com les seves aparicions en altres produccions com Casa dels Babys i Silver City, ha estat descrita per alguns crítics com un retorn cinematogràfic per a Hannah, que no havia aparegut en produccions d'alt perfil des dels anys 90. En el 2004, Hannah va aparèixer en la revista Playboy, en una reveladora sessió fotogràfica.
Hannah i l'actriu Hilary Shepard van crear un joc de tauler anomenat Liebrary. Hannah va parlar sobre el joc en el programa de The Ellen DeGeneres Show al desembre del 2005.

### Vida personal
Hannah, que actualment viu a Colorado, és una dedicada ecologista i usa energia solar. També té un automòbil que empra biodièsel com a combustible.
Hannah ha estat relacionada romànticament amb John F. Kennedy, Jr., els cantants Jackson Browne i Robbie Williams, i l'actor Val Kilmer. L'actriu es va casar l'any 2018 amb Neil Young. Es van conèixer quatre anys abans a la gravació d'un documental de Greenpeace.
El 13 de juny del 2006, va ser arrestada per la seva participació, amb un grup de grangers, en una confrontació amb les autoritats en protesta per la conservació d'una zona històrica. Es va lligar a un arbre en la South Central Farm, en la zona sud-central de Los Angeles per protestar contra la imminent venda de la granja. La granja havia estat fundada després dels successos de 1992 -violents aldarulls al carrer- per permetre a la gent de la ciutat conrear menjar per a ells mateixos. No obstant això, l'amo va decidir vendre la propietat.

## Filmografia
| Any  | Títol                                                              | Paper                                   | Notes |
| 1982 | Summer Lovers                                                      | Cathy Featherstone                      |       |
| 1982 | Blade Runner                                                       | Pris                                    |       |
| 1983 | The Final Terror                                                   | Windy                                   |       |
| 1984 | Set de poder (The Pope of Greenwich Village)                       | Diane                                   |       |
| 1984 | Splash                                                             | Madison                                 |       |
| 1984 | Reckless                                                           | Tracey Prescott                         |       |
| 1986 | The Clan of the Cave Bear                                          | Ayla                                    |       |
| 1986 | Legal Eagles                                                       | Chelsea Deardon                         |       |
| 1987 | Wall Street                                                        | Darien Taylor                           |       |
| 1987 | Roxanne                                                            | Roxanne Kowalski                        |       |
| 1988 | L'hotel dels fantasmes (High Spirits)                              | Mary Plunkett Brogan                    |       |
| 1989 | Magnòlies d'acer                                                   | Annelle Dupuy Desoto                    |       |
| 1990 | Gent boja (Crazy People)                                           | Kathy                                   |       |
| 1990 | L'home del Cadillac                                                | Pris                                    |       |
| 1991 | Jugant en els camps del senyor (At Play in the Fields of the Lord) | Andy Huben                              |       |
| 1992 | Memòries d'un home invisible (Memoirs of an Invisible Man)         | Alice Monroe                            |       |
| 1993 | Dos vells rondinaires (Grumpy Old Men)                             | Melanie Gustafson                       |       |
| 1995 | Discòrdies a la carta (Grumpier Old Men)                           | Melanie Gustafson                       |       |
| 1995 | The Tie That Binds                                                 | Leann Netherwood                        |       |
| 1996 | Two Much                                                           | Liz Kerner                              |       |
| 1998 | The Real Blonde                                                    | Kelly                                   |       |
| 1998 | Addams Family Reunion                                              | Morticia Addams                         |       |
| 1998 | Conflicte d'interessos (The Gingerbread Man)                       | Lois Harlan                             |       |
| 2000 | Dancing at the Blue Iguana                                         | Angel                                   |       |
| 2001 | Cowboy Up                                                          |                                         |       |
| 2002 | A Walk to Remember                                                 | Cynthia Carter                          |       |
| 2003 | Kill Bill, Volume 1                                                | Elle Driver (California Mountain Snake) |       |
| 2003 | Casa de los babys                                                  | Skipper                                 |       |
| 2003 | Northfork                                                          | Flower Hercules                         |       |
| 2004 | Careful What You Wish For                                          | Store Patron                            |       |
| 2004 | Jo puta                                                            | Adriana                                 |       |
| 2004 | Silver City                                                        | Maddy Pilager                           |       |
| 2004 | Kill Bill, Volume 2                                                | Elle Driver (California Mountain)       |       |
| 2006 | Olé                                                                | Maggie Granger                          |       |
| 2006 | Keeping Up with the Steins                                         | Sacred Feather/Sandy                    |       |
| 2006 | Love Is the Drug                                                   | Sandra Brand                            |       |
| 2007 | All the Good Ones Are Married                                      | Alex                                    |       |
| 2007 | The Poet                                                           | Marlene Konig                           |       |
| 2008 | Love and Virtue                                                    | Fiordelisa                              |       |
| 2008 | Fashion: The Movie                                                 | Margret Felman                          |       |
| 2008 | Shark Swarm                                                        | Brooke                                  |       |
| 2008 | Dark Honeymoon                                                     | Jan                                     |       |
| 2008 | Vice                                                               | Salt                                    |       |